# Patai Imre
Patai Imre (született Pollák Imre) (Budapest, 1894. december 10. – Philadelphia, 1949. január 19.) magyar gépészmérnök, vákuumtechnikai feltaláló, a magyar elektrotechnikai gyáripar egyik megteremtője.

## Életrajza
Budapesten született Pollák (Mózes Sámuel) Mór (1866–1933) kereskedő és Hochstädter Róza (1869–1938) gyermekeként. Szülei 1912-ben elváltak, majd kilenc évvel később ismét összeházasodtak. Apai nagyszülei Pollák József és Stern Regina, anyai nagyszülei Hochstädter Rafael és Deutsch Cecília voltak. Tanulmányait a budapesti műegyetemen végezte, 1917-ben gépészmérnöki diplomát, majd 1929-ben mérnökdoktori fokozatot szerezve.
Rövid ideig tanársegéd volt a Műegyetemen, aztán a Telefongyárba került. 1919 és 1923 között az Egyesült Izzólámpa és Villamossági Rt.-ben kutatómérnökként az elektroncső fejlesztésével kezdett foglalkozni.
A különböző források szerint 1924 vagy 1925-ben alapította meg a VATEA Rádiótechnikai és Villamossági Rt.-t. Ennek többségi részvényét a holland Philips vállalatnak eladva, 1930-tól ő lett a Magyar Philips Vállalat műszaki igazgatója.
1938-ban rövid ideig a Philips anyavállalat Eindhoveni kutatólaboratóriumában dolgozott, majd visszatért Budapestre, ahol vákuumtechnikai gyárat alapított.
1946-ban Svédországba, majd 1947-ben az USA-ba költözött, itt Pennsylvaniában telepedett le és a George Washington egyetem tanára, később a Franklin Institut Bartol Laboratory tanácsadó fizikusa volt.
1933. január 3-án Budapesten, a Terézvárosban feleségül vette Jámbor Ági (1909–1997) zongoraművészt- és tanárt. Feleségét biztatta zenei pályáján és ő maga is zongorázott. 1943-ban fiuk született, aki azonban 1944-ben meg is halt.

## Munkássága
Sokrétű kutatómunkát fejtett ki; részt vett többek között a kolloid katód kidolgozásában, előállított és számos műszaki vonatkozásban értékesített kolloid grafitot, budapesti műhelyében volfrám szálas vevőcsöveket gyártott. A Vákuumtechnikai és Villamossági Rt. névű keresztelt üzemében, elsősorban röntgencső-gyártással foglalkozott. Az 1920-as években Magyarországon elkezdett, a fémek kontaktpotenciáljával foglalkozó kutatásait az Egyesült Államokbeli Franklin Intézetben folytatta.
A legújabb fizikai eredmények gyakorlati alkalmazásában munkatársa volt néhány évig Kalmár László és Schay Géza.
A Magyar Szabadalmi Hivatal adatbázisában szereplő szabadalmi bejelentései (lajstromszám, cím):
- 139286 Eljárás ötvözött felületű izzókatód előállítására
- 121468 Villamos folyamatokat a negatív ködfény terjedelmével optikailag jelző kisütőcső
- 112593 Túlfeszültség ellen védő gáztöltésű készülék
- 112549 Eljárás kisülési csövek elektródjainak és egyéb alkatrészeinek, valamint sugárzó testek bevonására idegen anyagokkal
- 81961 Áramszedő líra

### Főbb művei
- A thermikus elektronemisszió és az izzókatódok technikája (Budapest, 1929),[7]
- Faltöltések és vadáramok hatása az elektroncső működésére (Frank Gáborral és Radó Györgygyel, Matematikai és Fizikai Lapok 1935),[7]
- Kolloidált szerkezetű grafit előállítása és vizsgálata (Frank Gáborral és Tomaschek Zoltánnal, Matematikai és Természettudományi Értesítő (1936)[7]

Számos publikációja jelent meg, többek közt Szilárd Leóval közösen is.  A Franklin Intézetben végzett, a fémek kontaktpotenciáljával foglalkozó kutatási eredményeit, váratlan halála miatt munkatársai publikálták.